# Biernatki (powiat kaliski)
Biernatki – wieś w Polsce położona w województwie wielkopolskim, w powiecie kaliskim, w gminie Żelazków.
W latach 1975–1998 miejscowość administracyjnie należała do województwa kaliskiego.
W dniu 10 października 1941 w Biernatkach Niemcy rozstrzelali 125 Żydów z Kalisza. W miejscu egzekucji stoi współcześnie pomnik